# Pteruchus
Pteruchus — рід насінних папоротей родини Corystospermaceae, що існував впродовж тріасового періоду. Рештки виявлені в Австралії, ПАР та Німеччині.

## Види
- Pteruchus africanus, можливо є тією ж рослиною, що і Umkomasia macleanii (репродуктивні органи) та Dicroidium odontopteroides (листя), на основі кутикулярної подібності між цими листками та репродуктивними структурами в місцевості Умкомаас у Південній Африці
- Pteruchus barrealensis можливо, є тією ж рослиною, що і Umkomasia feistmantelii (репродуктивні органи) та Dicroidium zuberi (листя), на основі кутикулярної схожості між цими листками та репродуктивними структурами поблизу Сіднея, Австралія.[2]
- Pteruchus septentrionalis з нижньої юри Німеччини віднесено до окремого роду Muelkirchium/[3]

## Оригінальна публікація
- H. H. Thomas. 1933. On some pteridospermous plants from the Mesozoic rocks of South Africa. Philosophical Transactions of the Royal Society of London 222B:193-265

| Цератопс | Це незавершена стаття з палеонтології. Ви можете допомогти проєкту, виправивши або дописавши її. |